# Онисик Роман Євгенович
Они́сик Рома́н Євге́нович — старший сержант Збройних сил України, учасник російсько-української війни.
Липнем 2014-го в складі 24-ї бригади брав участь у боях за Сєвєродонецьк.

## Нагороди
За особисту мужність і високий професіоналізм, виявлені у захисті державного суверенітету та територіальної цілісності України, вірність військовій присязі, відзначений — нагороджений
- орденом «За мужність» III ступеня (21.7.2015)